# Josef Holzer (politik)
Josef Holzer (9. října 1842 – 29. června 1895 Gersdorf) byl rakouský politik německé národnosti z Korutan, v 2. polovině 19. století poslanec Říšské rady.

## Biografie
Působil jako majitel nemovitostí v korutanském Gersdorfu. Byl aktivní v politice. Zastával funkci člena ústředního výboru zemské zemědělské společnosti v Korutanech.
Zasedal jako poslanec Korutanského zemského sněmu. Byl taky poslancem Říšské rady (celostátního parlamentu Předlitavska), kam nastoupil v prvních přímých volbách roku 1873 za kurii venkovských obcí v Korutanech, obvod St. Veit, Friesach, Wolfsberg atd. V roce 1873 se uvádí jako Josef Holzer, majitel nemovitostí, bytem Gersdorf. V roce 1873 zastupoval v parlamentu provládní blok Ústavní strany (centralisticky a provídeňsky orientované), v jehož rámci patřil k mladoliberální skupině.
Zemřel počátkem července 1895 ve věku 53 let na svém statku.